# Masami Abe
Masami Abe (阿部聖水 (Abe Masabi?); Aomori, 14 agosto 1980) è una giocatrice di bowling giapponese, membro del JPBA..

## Record

### 2012
- Chiba Women's Open 6th
- The 7th MK Charity Cup 11th
- ROUND 1 Cup Ladies 6 th
- Japan Open 10th
- JLBC Prince Cup 6th
- 12th All-Japan Professional Bowling Championship Tournament

### 2013
- The 8th MK Charity Cup championship

### 2016
- Kansai Women's Open Open